# Berijpte pissebed
De berijpte pissebed (Porcellionides pruinosus) is een pissebed uit de familie Porcellionidae. De wetenschappelijke naam van de soort is voor het eerst geldig gepubliceerd in 1833 door Johann Friedrich von Brandt.